# Strehovci
Strehovci este o localitate din comuna Dobrovnik, Slovenia, cu o populație de 232 de locuitori.